# Чагар Білял Абла
Білял Абла Чагар (1900, Бахчисарай Таврійської губернії, тепер АР Крим — розстріляний 17 квітня 1938, Сімферополь) — радянський партійний діяч, 2-й секретар Кримського обласного комітету ВКП(б).

## Біографія
Народився у лютому 1900 року в родині булочника. У 1908 році закінчив два класи початкової татарської школи. У 1910—1915 роках — учень в булочній батька в Бахчисараї. У 1916—1919 роках — булочник в булочній брата в Бахчисараї. У 1918 році закінчив два класи Бахчисарайської кустарно-промислової школи.
У грудні 1919 — вересні 1920 року — булочник приватної булочної в Севастополі. У жовтні 1920 — червні 1921 року — булочник в пекарні Салі Муста в Константинополі (Стамбулі) у Туреччині. У липні — листопаді 1921 року — булочник в булочній брата в Бахчисараї.
У грудні 1921 — червні 1923 року — студент Комуністичного університету трудящих Сходу у Москві, закінчив два курси. У 1922 році вступив до комсомолу.
У липні 1923 — жовтні 1924 року — завідувач Бахчисарайського районного відділу народної освіти Кримської АРСР. У листопаді 1924 — листопаді 1925 року — інструктор районного комітету комсомолу в місті Севастополі.
Член ВКП(б) з жовтня 1925 року.
У грудні 1925 — квітні 1927 року — секретар Кримського обласного комітету комсомолу (ВЛКСМ).
У травні — листопаді 1927 року — інструктор Кримського обласного комітету ВКП(б). У грудні 1927 — липні 1928 року — завідувач організаційного відділу Ялтинського районного комітету ВКП(б) Кримської АРСР. У серпні 1928 — листопаді 1929 року — заступник завідувача організаційного відділу Кримського обласного комітету ВКП(б).
У грудні 1929 — червні 1930 року — секретар Карасубазарського районного комітету ВКП(б) Кримської АРСР.
У липні 1930 — травні 1931 року — народний комісар землеробства Кримської АРСР.
6 травня 1931 — квітень 1937 — 2-й секретар Кримського обласного комітету РКП(б).
23 квітня — липень 1937 року — народний комісар освіти Кримської АРСР.
31 липня 1937 року заарештований органами НКВС, 3 серпня 1937 року виключений із партії. Засуджений до розстрілу, розстріляний. Посмертно реабілітований 15 грудня 1956 року.